# Девол (Оклахома)
Девол (енгл. Devol) град је у америчкој савезној држави Оклахома.

## Демографија
По попису из 2010. године број становника је 151, што је 1 (0,7%) становника више него 2000. године.
| Група             | 2000.       | 2010.       |
| Белци             | 127 (84,7%) | 127 (84,1%) |
| Афроамериканци    | 0 (0,0%)    | 3 (2,0%)    |
| Азијати           | 0 (0,0%)    | 0 (0,0%)    |
| Хиспаноамериканци | 13 (8,7%)   | 10 (6,6%)   |
| Укупно            | 150         | 151         |